# Streblopilum regnellii
Streblopilum regnellii là một loài Rêu trong họ Brachytheciaceae. Loài này được (Hampe) Ångström miêu tả khoa học đầu tiên năm 1876.